# Marcel Beifus
Marcel Beifus, né le 27 octobre 2002 à Wolfenbüttel en Allemagne, est un footballeur professionnel allemand qui évolue au poste de défenseur central au Karlsruher SC, en 2. Bundesliga.

## Biographie

### Carrière en club
Beifus commence le football dès son enfance au MTV Wolfenbüttel (en) avant de rejoindre le centre de formation du VfL Wolfsburg en 2013, à l'âge de 10 ans. Il évolue ensuite dans toutes les équipes de jeunes du club. Lors de la saison 2018-2019, il joue avec les juniors B1 (U17) en tant que défenseur central, et en tant qu'attaquant en Bundesliga junior B. Il contribue, avec 10 buts en 22 apparitions, à la victoire de son équipe dans le championnat de la région Nord/Nord-Est. L'équipe est néanmoins éliminée lors de la phase finale du championnat national par le Borussia Dortmund en demi-finale.
Pour la saison 2019-2020, Beifus intègre les A-Juniors (U19) et évolue exclusivement comme défenseur central en Bundesliga A-Junior Nord/Nord-Est sous la direction des entraîneurs Thomas Reis et Henning Bürger (en). Bien qu'il soit encore éligible pour jouer avec les U19 une année de plus, il est promu par Bürger pour la saison 2020-2021 en équipe B, qui évolue alors en Regionalliga Nord, la quatrième division allemande. Beifus s'impose comme un élément important de l'équipe en début de saison, avant que celle-ci ne soit interrompue prématurément en novembre 2020 en raison de la pandémie de COVID-19. Cette saison, il aura joué 7 matchs en tant que titulaire et marqué un but.
En début de saison 2021-2022, Beifus rejoint l'équipe A professionnelle, dirigée par Mark van Bommel, après la dissolution de l'équipe B. À 18 ans, il ne dispute aucun match ni lors du premier tour de la Coupe DFB ni lors des trois premières journées de Bundesliga. Cela le pousse, en août 2021, à signer au FC St. Pauli en 2. Bundesliga. Le 19 septembre 2021, il fait ses débuts dans sa nouvelle équipe sous la direction de Timo Schultz en entrant en jeu en fin de match lors d'une victoire 4-1 contre le FC Ingolstadt. Le 3 octobre 2021, il marque le premier but de sa carrière professionnelle lors d’une victoire 3-0 contre le Dynamo Dresde, quelques minutes après son entrée en jeu. Bien qu'il ait disputé plusieurs matchs en entier durant la seconde moitié de la saison 2021-2022, il ne fait que de brèves apparitions sous la direction du nouvel entraîneur Fabian Hürzeler. Il joue peu avec l'équipe première lors de la saison 2022-2023 avant la trêve hivernale et est principalement utilisé en équipe B.
Le 5 juin 2023, le Karlsruher SC annonce l’arrivée de Beifus pour une durée initiale de deux ans.

### Carrière internationale
En 2019, Beifus est appelé en équipe d'Allemagne des moins de 17 ans pour l'EURO 2019, où il fait une apparition. Il s'ensuit un passage en équipe des moins de 19 ans en septembre 2020.
En octobre 2021, il est convoqué pour la première fois dans l'équipe des moins de 20 ans, et, en août 2024, rejoint l'équipe espoirs allemande. Il ne marque aucun but durant sa carrière internationale en jeunes.